# العلاقات التركية الكولومبية
العلاقات التركية الكولومبية هي العلاقات الثنائية التي تجمع بين تركيا وكولومبيا.

## مقارنة بين البلدين
هذه مقارنة عامة ومرجعية للدولتين:
| وجه المقارنة                                              | تركيا         | كولومبيا        |
| --------------------------------------------------------- | ------------- | --------------- |
| المساحة (كم2)                                             | 783.56 ألف    | 1.14 مليون      |
| عدد السكان (نسمة)                                         | 80.14 مليون   | 49.07 مليون     |
| الكثافة السكانية (ن./كم²)                                 | 102.28        | 43.04           |
| العاصمة                                                   | أنقرة         | بوغوتا          |
| اللغة الرسمية                                             | اللغة التركية | اللغة الإسبانية |
| العملة                                                    | ليرة تركية    | بيزو كولومبي    |
| الناتج المحلي الإجمالي (بليون دولار)                      | 851.10 مليار  | 309.19 مليار    |
| الناتج المحلي الإجمالي (تعادل القوة الشرائية) بليون دولار | 1.57 تريليون  | 724.96 مليار    |
| الناتج المحلي الإجمالي الاسمي للفرد دولار أمريكي          | 9.12 ألف      | 7.60 ألف        |
| الناتج المحلي الإجمالي للفرد دولار أمريكي                 | 19.79 ألف     | 13.36 ألف       |
| مؤشر التنمية البشرية                                      | 0.761         | 0.720           |
| رمز المكالمات الدولي                                      | +90           | +57             |
| رمز الإنترنت                                              | .tr           | .co             |
| المنطقة الزمنية                                           | ت ع م+03:00   | 00              |

## منظمات دولية مشتركة
يشترك البلدان في عضوية مجموعة من المنظمات الدولية، منها:
| علم المنظمة | اسم المنظمة                               | تاريخ انضمام تركيا | تاريخ انضمام كولومبيا |
| ----------- | ----------------------------------------- | ------------------ | --------------------- |
|             | مؤسسة التنمية الدولية                     | 22 ديسمبر 1960     | 16 يونيو 1961         |
|             | يونسكو                                    | 4 نوفمبر 1946      | 31 أكتوبر 1947        |
|             | وكالة ضمان الاستثمار متعدد الأطراف        | 3 يونيو 1988       | 30 نوفمبر 1995        |
|             | حلف شمال الأطلسي                          | 18 فبراير 1952     | ?                     |
|             | الأمم المتحدة                             | 24 أكتوبر 1945     | 5 نوفمبر 1945         |
|             | الفريق المعني برصد الأرض                  | ?                  | ?                     |
|             | الاتحاد البريدي العالمي                   | ?                  | ?                     |
|             | البنك الدولي للإنشاء والتعمير             | 11 مارس 1947       | 24 ديسمبر 1946        |
|             | المنظمة الهيدروغرافية الدولية             | ?                  | ?                     |
|             | الاتحاد الدولي للاتصالات                  | 1866               | 25 أغسطس 1914         |
|             | منظمة حظر الأسلحة الكيميائية              | ?                  | ?                     |
|             | مؤسسة التمويل الدولية                     | 19 ديسمبر 1956     | 20 يوليو 1956         |
|             | المركز الدولي لتسوية المنازعات الاستشارية | 2 أبريل 1989       | 14 أغسطس 1997         |
|             | منظمة التجارة العالمية                    | 26 مارس 1995       | ?                     |
|             | منظمة الشرطة الجنائية الدولية             | ?                  | ?                     |

## وصلات خارجية
- موقع وزارة الخارجية التركية